# El enemigo (canción)
«El enemigo» es una canción compuesta por Luis Alberto Spinetta. Fue incluida en el álbum Silver Sorgo (2001).
El tema fue estrenado en 2001, en el marco del proceso de grabación de Silver Sorgo, y se inscribe en la línea de propuestas renovadas que caracterizaron este período de la carrera del músico.

## Historia
El enemigo se desarrolló durante el proceso creativo del álbum Silver Sorgo. En ese período, Luis Alberto Spinetta exploró nuevos arreglos y abordó temáticas relacionadas con el conflicto interno y la confrontación con las propias limitaciones, aspectos que se reflejan en la letra del tema.

## El tema
La letra de El enemigo plantea el enfrentamiento con un "enemigo" interno, que puede interpretarse como la representación de conflictos personales o existenciales. Musicalmente, el tema combina guitarras eléctricas, bajo y batería, conformando una propuesta que fusiona elementos del rock argentino y el pop rock. Su estructura armónica y rítmica complementa la atmósfera introspectiva de la canción.
dan el tema como uno de los referentes de la evolución del rock argentino en los años 2000.